# 5712 Функе
5712 Функе (5712 Funke) — астероїд головного поясу, відкритий 25 вересня 1979 року.
Тіссеранів параметр щодо Юпітера — 3,300.